# Jesse Goldstein
Jesse Sidney Goldstein (* 31. Oktober 1915 in New York City; † 14. Mai 1959 in Kalifornien) war ein US-amerikanischer Drehbuchautor und Lehrer. Seine aktive Zeit war beinahe ausschließlich in den 1950er Jahren.

## Leben
Der im Herbst des Jahres 1915 im stetig wachsenden New York City geborene Goldstein begann seine Berufslaufbahn anfangs als Lehrer, nachdem er an der Columbia University seinen Abschluss gemacht hatte. Dabei unterrichtete der fünffache Vater und Ehemann von Ruth Goldstein vor allem an der Tilden High School im New Yorker Stadtteil Brooklyn. Erst nach und nach stieg er ins Film- und Fernsehgeschäft ein und kam so ab Anfang der 1950er Jahre zu seinen ersten Arbeiten an namhaften Produktionen. So war er im Jahre 1950 neben Frank Galen, Keith Fowler und Hal Goodman als Drehbuchautor von Let’s Join Joanie, einem zu dieser Zeit unveröffentlichten und heute auf DVD oder über das Internet Archive verfügbaren Pilot, der als Vorreiter für die bald darauf produzierte Fernsehserie I Married Joan gelten sollte, engagiert. Im darauffolgenden Jahr arbeitet er an einer Folge von The Colgate Comedy Hour am Drehbuch mit und war noch ab demselben Jahr bis einschließlich 1953 in drei Folgen der The George Burns and Gracie Allen Show als Drehbuchschreiber engagiert. Neben der Show mit George Burns und Gracie Allen war Goldstein ab 1953 auch als Drehbuchautor von I Married Joan aktiv. Bei der Serie mit Joan Davis in der Hauptrolle galt er unter anderem auch als einer der Erfinder und arbeitete bis 1955 in insgesamt sieben Episoden als Drehbuchautor mit.
Zu seiner renommiertesten Tätigkeit kam Goldstein bereits im Jahre 1954, als er als Drehbuchautor ins Produktionsteam der The Red Skelton Show geholt wurde. Bei der mehrfach ausgezeichneten und für viele Preise nominierte Fernsehserie war er danach über Jahre im Einsatz und schrieb dabei zu insgesamt 107 Folgen das Drehbuch, was ihn zu einem der erfolgreichsten Drehbuchschreiber der Serie machte. Ein Großteil der Folgen, bei denen Goldstein am Drehbuch mitgewirkt hatte, wurden erst nach seinem Tod produziert bzw. ausgestrahlt. Die 107 Folgen, an denen er mitwirkte, bezieht sich dabei auf einen Zeitraum von 1954 bis 1961. Nachdem er im Jahre 1956 in einer Folge von Screen Director’s Playhouse die Geschichte der Episode lieferte, schrieb er auch noch die Geschichte zu Huyendo del halcón und war beim Film, der erst im Jahre 1966 veröffentlicht wurde, in gewisser Weise auch als Drehbuchautor aktiv. Produzent des spanisch-US-amerikanischen Films war Celcil Barke, mit dem Goldstein unter anderem bereits bei der The Red Skelton Show zusammengearbeitet hatte.
Daneben gilt Goldstein, der in seiner Freizeit als begeisterter Fußballspieler bekannt war, auch als Drehbuchautor einer Fernsehshow mit Eddie Cantor, wo er vermutlich von 1946 bis 1949 engagiert war. Nachdem Goldstein an einem nicht heilbaren Krebs erkrankt war, starb er am 14. Mai 1959 im Alter von 43 Jahren in Kalifornien. Goldstein selbst wusste gar nichts von seiner Krankheit, da ihm seine Ärzte nicht mitteilen wollten, dass er nicht mehr lange zu leben hat; stattdessen teilten sie es seiner Frau mit. Als seine Schmerzen in der Brust immer akuter wurden, sagten ihm seine Ärzte, dass er an einer Arthritis des Brustbeins litt bzw. dass sich einer seiner Lungenflügel vom Diaphragma (Zwerchfell) gelöst hatte. Zum Ende hin war Goldstein bereits so schwach, dass er nicht mehr alleine zur Arbeit fahren konnte, weshalb er die meiste Zeit von seinem Kollegen Dave O’Brien, der ebenfalls als Drehbuchschreiber bei der The Red Skelton Show engagiert war, zur CBS-Station gefahren werden musste.

## Filmografie
- 1950: Let’s Join Joanie
- 1951: The Colgate Comedy Hour (1 Folge)
- 1951–1953: The George Burns and Gracie Allen Show (3 Folgen)
- 1953–1955: I Married Joan (7 Folgen)
- 1954–1961: The Red Skelton Show (107 Folgen)
- 1956: Screen Director’s Playhouse (1 Folge)
- 1966: Huyendo del halcón